# Apalis melanocephala
Apalis melanocephala là một loài chim trong họ Cisticolidae.